# Коливання

Рис. 1 Пружинний маятник

Колива́ння — специфічні рухи або зміни стану систем різної фізичної природи (механіка, фізика, біологія, хімія, економіка та ін.) для яких спостерігається певна повторюваність у часі. В багатьох випадках для опису коливальних процесів використовуються близькі за змістом поняття — вібрація, осциляція. Коливальні процеси характерні для величезної кількості явищ в навколишньому світі та в людському суспільстві. Коливальний процес в будь-якій системі виникає лише тоді, коли її будова забезпечує виникнення сил, що намагаються повернути систему до стабільного стану при внесенні зовнішніх збурень. Такі сили називають відновлювальними. Для системи на рис.1 відновлювальну силу створює пружина, що опирається розтягу-стиску.
Специфіка коливальних процесів виражається в тому, що зміни стану системи відбуваються в околі певного стабільного (статичного або динамічного) стану. Найпростіший приклад — поведінка вантажу на пружині, яку показано на наведеній анімації. Тут зміна стану (положення) маси відбувається навколо положення статичної рівноваги. Складнішим є коливальний процес, який реалізується при русі автомобіля (поїзда) по нерівній дорозі. В цьому випадку можна говорити про коливання відносно уявного стану автомобіля, що рухається по ідеальній дорозі. Якщо при коливаннях спостерігається постійне повернення системи до початкового стану через певний проміжок часу  — період Т, то коливання називають періодичними. В закономірностях коливальних процесів є багато спільного незалежно від фізичних властивостей складових коливальної системи. Саме ця обставина зумовила формування такої наукової дисципліни як Теорія коливань Вивчення теорії коливань є важливою складовою фундаментальної підготовки інженерів багатьох спеціальностей
У випадку, якщо система складається з фізичних тіл, і її стан описується координатами і швидкостями цих тіл (прикладом такої системи є маятник), такі коливання називають механічними.

## Типи коливальних систем
При математичному моделюванні поведінки коливальних систем різної фізичної природи перш за все відповідно до поставленої задачі визначають кількість незалежних параметрів, необхідних для описання поведінки коливальної системи. Так, наприклад, при моделюванні найпростішої коливальної системи — тіло на пружині зазвичай вважають, що тіло недеформівне і пружина не має маси. Для показаного на рисунку випадку також зроблено припущення про відсутність демпфування, що визначає незатухаючий характер коливань. В цьому випадку для повного опису поведінки системи достатньо знання залежності від часу функції {\displaystyle x(t)}, що визначає відхилення тіла від положення рівноваги. Для ілюстрації поведінки коливальних систем з одним ступенем вільності часто використовують модель математичного маятника. На відміну від системи з пружиною, в якій припускається лінійна залежність відновлювальної сили від переміщення, в моделі математичного маятника діє реальна сила земного тяжіння і рівняння руху маятника є нелінійним.
На рис.2 зображена модель складнішої системи. 

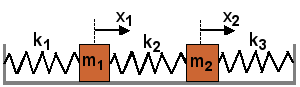
Рис.2. Система з двома ступенями вільності.

 Для повного опису її поведінки уже необхідно знати зміну в часі двох величин {\displaystyle x_{1}(t)} і {\displaystyle x_{2}(t)}, що визначають відхилення кожного тіла від положення рівноваги. Така система є системою з двома степенями вільності. В загальному випадку в теорії коливань виділяють окремо системи зі закінченим числом степенів вільності. Детальний аналіз коливань в системі, представленій на рис.2, проведено в посібнику Саме при аналізі коливань такої двомасової системи зустрічаємося з фундаментальною властивістю коливальних систем. При довільних значеннях фізичних параметрів в даній системі можуть реалізуватися два періодичних рухи з певними частотами {\displaystyle \omega _{1}} і {\displaystyle \omega _{2}}. Ці періодичні коливання називаються нормальними коливаннями, а відповідні частоти власними частотами нормальних коливань. Такі нормальні коливання, які існують для систем з довільним числом ступенів вільності, відіграють надзвичайно важливу роль в теорії коливань. Аналіз загальних випадків початкових умов показує, що при будь-яких початкових умовах коливання в системі завжди можна представити як суперпозицію двох нормальних коливань. Цей факт є проявом загальної властивості нормальних коливань для всіх коливальних систем.
В фізиці дуже часто при математичному моделюванні поведінки різних систем використовують поняття суцільного середовища. При аналізі коливальних процесів в таких системах маємо справу з системами з нескінченним числом степенів вільності або системи з розподіленими параметрами. Принципова відмінність математичного опису поведінки таких систем полягає в тому, системи зі скінченним числом степенів вільності описуються системами звичайних диференціальних рівнянь, а для опису системи з розподіленими параметрами формулюються рівняння в частинних похідних. В залежності від умов роботи системи часто одна і та ж фізична система може моделюватися, як система зі скінченним числом степенів вільності, так і як система з розподіленими параметрами. Якщо маса пружини для системи на рис.1 буде співмірна з масою тіла, то таку систему уже слід розглядати як систему з розподіленими параметрами. Найпростішим прикладом такої системи є струна, яка розглядається нижче.

## Види коливань
При аналізі взаємодії коливальної системи з джерелом збурень виділяють вільні і вимушені коливання. Для вільних коливань характерно, що зовнішнє джерело збурень викликає лише певне початкове відхилення системи від рівноважного стану і надалі система здійснює вільні рухи. Якщо силові чи кінематичні збурення постійно діють на систему за час спостереження то коливання, що виникають в ній називають вимушеними. В залежності від наявності механізму розсіяння енергії власні коливання системи можуть бути затухаючими або не затухаючими. Наявність незатухаючих коливань є наслідком нехтуванням при побудові математичної моделі важливою властивістю реальних коливальних систем. Незатухаючі коливання можуть існувати в системах з демпфування, що знаходяться під постійною дією зовнішніх сил. Такі коливання можуть бути і не періодичними, як, наприклад, коливання автомобіля при їзді по нерівній дорозі. 

Рис.3. Приклад реалізації стохастичного коливального процесу.

Принципова різниця існує між детермінованими та стохастичними коливаннями. Якщо для перших можливо вказати стан системи в будь-який момент часу, то для систем стохастичних цього зробити неможливо. Прикладом таких стохастичних коливань є тільки що вказані коливання автомобіля або коливання середньої температури повітря за значний проміжок час. Експериментальні дані про характер таких коливань показано на рис.3. Відновлююча сила та інші силові фактори, що діють на коливальну систему можуть мати різну залежність від переміщень та швидкостей точок в системі. В залежності від цього розрізняють лінійні та нелінійні коливання.

## Системи з одним ступенем вільності

### Вільні коливання без демпфування
Незгасаючі механічні коливання виконуватиме система, що складається з тіла масою m і пружини, яка повертає тіло до положення рівноваги. Таку систему називають пружинним маятником (рис.1).
Якщо вивести тіло з положення рівноваги, відхиливши його на відстань х, то воно набуде потенціальної енергії, що дорівнює роботі розтягання пружини. Відпустивши тіло, ми даємо йому змогу повернутися в початкове положення рівноваги. У цьому положенні вся потенціальна енергія перейде в кінетичну, тіло за інерцією продовжуватиме рух, стискаючи пружину і виконуючи роботу стискання. Коли всю кінетичну енергію буде витрачено на роботу стискання, тіло зупиниться, набувши потенціальної енергії. А це означає, що процес перетворення кінетичної енергії в потенціальну, і навпаки, буде відбуватися як завгодно довго, тобто тіло виконуватиме незгасаючі коливання від -х до +х.
Рівняння коливань, тобто рівняння, що описує залежність зміщення х від часу t, можна, знайти використовуючи закони механіки. За другим законом динаміки швидкість зміни імпульсу дорівнює сумі всіх сил, які діють на тіло:
Надалі знаки векторів можна не записувати, оскільки рух одновимірний. Тіло вважатимемо матеріальною точкою з масою m. У нашому випадку діє єдина сила — пружна повертаюча сила Fпр. Згідно із законами Гука при малих зміщеннях сила пружності прямо пропорційна до зміщення: Fпр = -kx
Знак «мінус» означає, що сила направлена в бік, протилежний зміщенню. Коефіцієнт пропорційності k називається коефіцієнтом жорсткості пружного елемента. Маса m стала, і тому
або
Поділивши обидві частини рівняння на масу m і позначивши
дістанемо диференціальне рівняння вільних незгасаючих коливань
.
Загальний розв'язок цього лінійного диференційного рівняння другого порядку відомий:
Цей розв'язок має дві довільні величини {\displaystyle A} та {\displaystyle \phi _{0}}, які визначаються початковими умовами і називаються амплітудою і фазою коливань. На відміну від цих двох інтегральних характеристик коливального руху системи величина частоти{\displaystyle \omega _{0}}, що характеризує закон зміни стану системи в часі, не залежить від зовнішніх факторів і визначається виключно внутрішніми властивостями системи (масою та жорсткістю пружини). Саме тому така частота називається власною частотою системи.
Приведене диференційне рівняння є математичною моделлю для опису поведінки коливальних систем різної фізичної природи. Узагальнено систему, поведінка якої описується цим рівнянням називають гармонічним осцилятором.

### Вільні коливання з демпфуванням
Механізми розсіяння енергії в коливальних системах можуть бути різними і, відповідно, будуть різними і співвідношення, що визначають як функції параметрів системи. Найчастіше при моделюванні коливальних процесів використовують модель в'язкого опору, коли сила опору пропорційна швидкості руху і направлено протилежно швидкості. В цьому випадку в правій частині рівняння(1) слід ввести складову {\displaystyle F_{r}=-R{\dot {x}}}. Тепер рівняння руху для системи з одним ступенем вільності має вигляд
В залежності від величини опору {\displaystyle R} при постійних інших параметрах системи поведінка системи в процесі повернення до положення рівноваги після початкового збурення буде принципово відрізнятися. На рис. 4 показано процес повернення системи при різних силах опору. Тут використано посудини з в'язкими рідинами, причому в'язкість правої посудини суттєво (в тричі) більша. На графіках показано зміну в часі величини відхилення вантажу на пружині. Власне коливальний процес спостерігається лише для відносно малої в'язкості. Така поведінка вантажу визначається розв'язками рівняння (4), яке після поділу на величину маси представлено в вигляді
В залежності від відносної величини демпфування в системі будуть реалізовуватися різні типи рухів.
Формальний загальний розв'язок рівняння (5) можна представити в вигляді
Тут {\displaystyle A_{1}} та {\displaystyle A_{2}} довільні сталі, що визначаються початковими умовами. Розв'язок в такому вигляді має фізичний зміст лише при умові, що {\displaystyle \delta <\omega _{0}}.В цьому випадку в системі відсутній коливальний рух. Після певного початкового збурення система повертається до положення рівноваги зі зменшенням відхилення в часі по експоненціальному закону. В цьому випадку говорять, що система має надкритичне демпфування. Випадок {\displaystyle \delta =\omega _{0}} це випадок критичного демпфування. Поведінку системи з критичним {\displaystyle D=1} та надкритичним {\displaystyle D=3} демпфуванням показано на другому та третьому графіку на рис.4. Для випадків докритичного демпування {\displaystyle \delta <\omega _{0}} з використанням Формули Ейлера загальний розв'язок рівняння (5) представляється у вигляді
Якщо коливання системи зумовлені початковим відхиленням системи від стану рівноваги {\displaystyle x(0)=x_{0}} при нульовому значенні початкової швидкості довільні сталі {\displaystyle A_{1}} та{\displaystyle A_{2}} визначаються як
Зміна стану системи, що описується виразом (7), не є періодичним процесом (Див. рис 4, випадок {\displaystyle D=0.1}. Однак, враховуючи факт, що проміжок часу між моментами проходу системи через положення рівноваги є постійним приймають, що визначена ним частота {\displaystyle \omega ={\sqrt {\omega _{0}^{2}-\delta ^{2}}}} є власною частотою системи з демпфуванням.

### Вимушені коливання системи без демпфування
В цьому випадку в системі сил в рівнянні (1) присутня певна зовнішня сила, величина і характер зміни в часі якої не залежить від величини {\displaystyle x(t)}. Вважаємо, що величина сили змінюється періодично з деякою частотою {\displaystyle \omega }. Рівняння руху при цьому набуває вигляду:
Тут величина {\displaystyle f} є відношенням амплітуди зовнішньої сили до маси тіла. Якщо вважати, що рух системи почався з положення рівноваги без початкової швидкості то коливальний процес в системі описується наступним виразом:
Це фізично важливий результат — в системі співіснують два періодичні коливання з однаковою амплітудою з власною частотою системи та з частотою зовнішньої сили. З цього виразу випливає важливий загальний висновок для теорії вимушених коливань. Чим більше частота зовнішньої сили відрізняється від власної частоти системи тим менше амплітуда вимушених коливань. З одержаного виразу можна одержати залежність від часу відхилення системи від положення рівноваги в випадку, коли частота зовнішньої сили збігається з власною частотою системи. Відповідний граничний перехід дає;
В цьому випадку амплітуда коливань системи зростає пропорційно часу і прямує до нескінченності. Така поведінка системи є проявом важливого фізичного ефекту в теорії коливань резонансу. У випадку системи без демпфування енергія коливального руху необмежено зростає з часом. Ця обставина є наглядним проявом важливого припущення про властивості джерела енергії. Задаючи незалежно величину амплітуди збуджуючої коливання сили, по суті, роблять припущення про необмежений запас енергії зовнішнього джерела, що зумовлює вимушені коливання. Така ситуація практично не реалізується, тому важливе практичне значення має теорія вимушених коливань при збудженні їх джерелом з обмеженим запасом енергії.

### Вимушені коливання системи з демпфуванням
Поведінку таких коливальних систем розглядають при дії періодичної зовнішньої сили. В цьому випадку рівняння руху системи з використанням рівняння (5) має бути записане у вигляді

Тут {\displaystyle f} є відношенням амплітуди зовнішньої сили до маси системи, а {\displaystyle \omega } є частотою зміни цієї сили. Загальний розв'язок цього рівняння має дві складові — загальний розв'язок однорідного рівняння, приведений вище, та частинний розв'язок неоднорідного рівняння. Загальний розв'язок однорідного рівняння містить дві довільні сталі, що визначаються початковими умовами і загальний множник {\displaystyle \exp {(-\delta t)}}. Наявність цього множника показує, що перша складова буде затухати з часом і поведінка системи буде визначатися частинним розв'язком, який не залежить від початкових умов. Система «забуває» як починаються коливання. Цей процес забування початкових умов називають перехідним процесом. Формально, оскільки забування визначається експонентою {\displaystyle \exp {(-\delta t)}}, перехідний процес триває нескінченно довго. Практично тривалість перехідного процесу визначається часом, за який затухаючі складові в загальному розв'язку рівняння стають меншими певної малої частки амплітуди незатухаючих коливань (наприклад, 1 %).

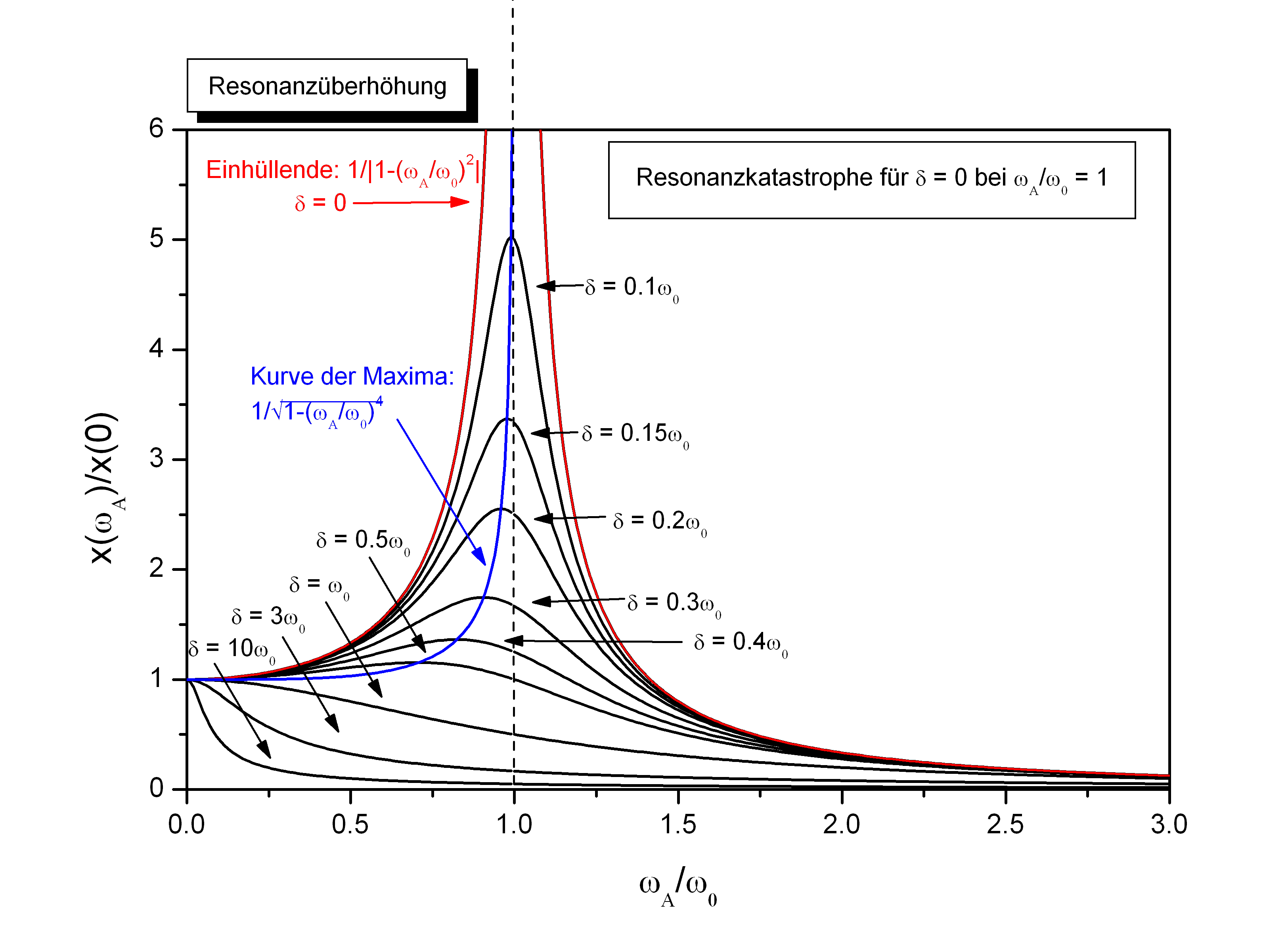
Рис. 5.Вплив демпфування на характер вимушених коливань в системі з одним ступенем вільності.

Частинний розв'язок рівняння (6), що визначає усталені вимушені коливання системи має вигляд:
Зумовлений наявністю демпфування зсув фази між зміщенням системи та зовнішньою силою визначається співвідношеннями:
Залежність від частоти зовнішньої сили амплітуди вимушених коливань приведено на рис.6, запозиченому в німецькомовній Вікіпедії.
Тут величина зміщень в системі нормована до величини статичного відхилення {\displaystyle x(0)={\frac {mg}{k}}}. Позначенню на рисунку {\displaystyle \omega _{A}} для частоти зовнішньої сили відповідає прийняте у викладі позначення {\displaystyle \omega }. Як додатковий параметр, крім частоти та амплітуди, сукупність кривих на рисунку ілюструє залежність поведінки системи від величини демпфування. Ці дані доповнюють представлені на рис. дані про три рівні демпфування в системі з одним ступенем вільності. Сукупність кривих на рис.6 дозволяє чітко виділити три частотні області на осі частот. Перш за все це область відносно низьких частот {\displaystyle \omega _{A}<\omega _{0}}. В цій області всі криві досить близькі (особливо для докритичного демпфування). Поведінка системи визначається параметром пружності {\displaystyle k}. В таких випадках говорять, що система керована пружністю. В області поблизу частоти {\displaystyle \omega _{0}} поведінка системи визначається демпфуванням. При відносно невеликих параметрах демпфування спостерігається суттєве зростання амплітуди вимушених коливань. Повний аналіз поведінки системи приведено в статті резонанс. Практично збігаються всі криві і в області відносно високих частот. Визначальним параметром для коливань системи в цій області є маса — система управляється масою. Важливим параметром, що визначає властивості коливальної системи є добротність. Фізичний зміст цієї характеристики випливає із формул для її визначення:
.
При аналізі даних рис.6 слід мати на увазі Що частота максимуму амплітуди відхилення від положення рівноваги і максимуму амплітуди коливальної швидкості не збігаються. Якщо максимум величини коливальної швидкості завжди досягається на одній і тій же частоті — власній частоті системи без демпфування, Максимум відхилень від положення рівноваги досягається на частоті, значення якої залежить від рівня демпфування. Саме тому максимумі кривих на малюнку при різних значеннях параметру демпфування не збігаються. допущену автором неточність. В цілому, аналіз коливань системи з демпфуванням вказує на необхідність розрізняти три характерних частоти таких систем. Це власна частота вільних коливань системи {\displaystyle \omega _{I}={\sqrt {\omega _{0}^{2}-\delta ^{2}}}}, власну частоту системи без демпфування {\displaystyle \omega _{II}=\omega _{0}}, яка є резонансною частотою для коливальної швидкості системи, та частоту {\displaystyle \omega _{III}={\sqrt {\omega _{0}^{2}-2\delta ^{2}}}}, яка є резонансною частотою для величини відхилення від положення рівноваги. Частота резонансу по відхиленню системи від рівноважного положення не збігається з власною частотою системи.

## Коливання струни
При аналізі коливань реальних струн використовуються різні математичні моделі. Основним припущенням при формуванні таких моделей є припущення про суцільність струни, т.б. струна розглядається як система з розподіленими параметрами (з нескінченним числом ступенів вільності). При моделюванні струна вважається нескінченно тонкою, але такою, що має масу {\displaystyle \rho } на одиницю довжини. Відновлювальна сила створюється за рахунок попереднього натягу {\displaystyle T}/ Струна має довжину {\displaystyle l} і закріплена від переміщень на кінцях. Якщо для характеристики відхилень точок струни від положення рівноваги використати функцію {\displaystyle y(x,t)} то з другого закону Ньютона для елемента струни можна одержати диференціальне рівняння руху в частинних похідних
. Це рівняння є нелінійним, однак для відносно малих відхилень від положень рівноваги рівняння можна лінеаризувати і привести до вигляду:
Тут функція {\displaystyle F(x,t)} визначає певне зовнішнє навантаження, розподілене вздовж струни при вимушених коливаннях. Якщо такого навантаження не має в струні реалізуються вільні коливання після задання певного початкового збурення. Однорідне рівняння (8) є найпростішим варіантом загального класу рівнянь математичної фізики — хвильовим рівнянням. Це значить, що в струні можуть поширюватися хвилі з фазовою швидкістю {\displaystyle c}. Як вказано при описі системи з двома ступенями вільності при аналізі динаміки коливальної системи важливе значення мають певні періодичні рухи системи — нормальні коливання. В цьому випадку ідеальної струни такі розв'язки рівняння (9) легко знайти. Якщо шукану функцію представити в вигляді {\displaystyle y(x,t)=Y(x)cos\omega t} або {\displaystyle y(x,t)=Y(x)sin\omega t}, то для функції координати маємо звичайне диференціальне рівняння другого порядку
Рівняння для амплітуди коливань струни має простий загальний розв'язок
В цьому виразі є три довільних величини — два коефіцієнта {\displaystyle A} та {\displaystyle B} і частота {\displaystyle \omega }. Для визначення цих величин слід використати умову закріплення кінців струни {\displaystyle y(0)=0} та {\displaystyle y(l)=0}. З першої умови слідує, що {\displaystyle A=0}, а з другої визначається частоти допустимих періодичних рухів (нормальних коливань) в струні
Оскільки струна є системою з нескінченним числом степенів вільності існує нескінчений набір нормальних коливань в ній. Виходячи з загальної властивості нормальних коливань можна стверджувати, що загальне представлення для функції {\displaystyle y(x,t)} для аналізу вільних коливань струни має вигляд:
Із загальних властивостей нормальних коливань випливає твердження про те, що надійним вибором значень коефіцієнтів {\displaystyle B_{n}} та {\displaystyle D_{n}} можна описати вільні коливання струни при довільних значеннях початкових відхилень та початкових швидкостей точок струни. Зараз це твердження сприймається як еквівалент твердженню про повноту системи тригонометричних функцій. Однак висловлене вперше Д. Бернуллі твердження не сприймалася такими відомими вченими, як Л.Ейлер та д'Ааламбер, і викликало бурхливу дискусію
Дискусія відносно можливості представити тригонометричними функціями будь-яку функцію, створену рукою, що вільно рухається (Л.Ейлер) Д.Бернуллі вважав абстрактною і в одному із листів до Л. Ейлера писав: «Але не в такого типу абстрактних питаннях, як я стверджую, моя
теорія може бути корисною. Я більше дивуюсь тому скарбу, який був прихований, а саме можливості привести рухи, які існують в природі і які, як здається не підкоряються ніякому закону, до простих ізохронних рухів, якими природа користується в більшості своїх діянь.»

## Нелінійні коливальні системи
Всі диференціальні рівняння, що описують поведінку розглянутих вище коливальних систем є лінійними по відношенню до шуканої функції та її похідної. Це є результатом припущень відносно характеру відновлюючої сили та сили опору при математичному моделюванні. Однак, і в природі і в техніці велика кількість коливальних систем має складніші властивості. Так, уже вільні коливання такої простої системи, як математичний маятник описуються нелінійним рівнянням:
Тут {\displaystyle g} — прискорення сили земного тяжіння, а {\displaystyle l} — довжина маятника. Якщо для апроксимації функції {\displaystyle sin\theta } двома членами ряду Маклорена, то рівняння руху набуває вигляду:

В цьому конкретному випадку можна говорити, що відновлювальна сила зменшується зі збільшенням амплітуди коливань. В зв'язку з цим такий тип нелінійності одержав назву м'якої нелінійності. в випадку, коли відновлююча сила зростає з ростом амплітуди говорять про жорстку нелінійність. Нехтування додатковими нелінійними складовими в рівняннях руху коливальних систем призводить не лише до певних похибок в кількісних оцінках характеристик руху. Наявність нелінійних залежностей призводить до суттєвих якісних змін в поведінці коливальних систем, що буде продемонстровано на прикладі вимушених коливань нелінійної системи з одним ступенем вільності при наявності демпфування. 

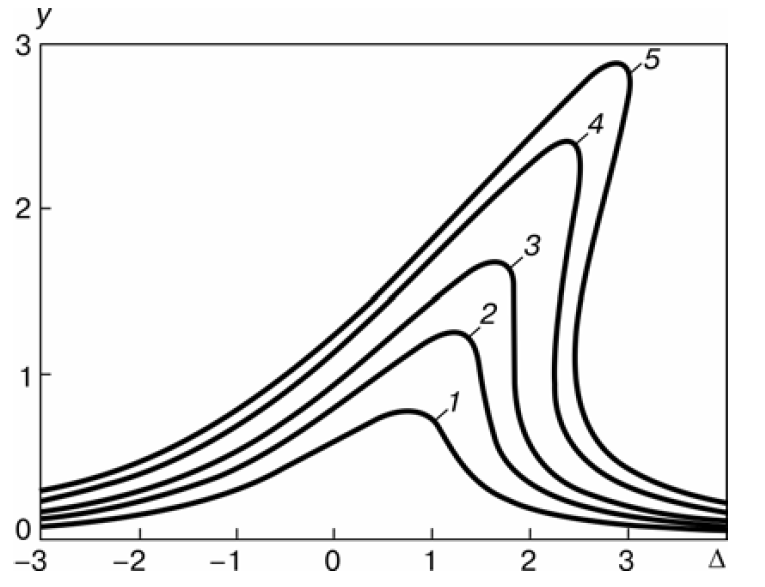
Рис.6. Нелінійний резонанс при різних амплітудах зовнішньої сили.

Обмежуючись лише квадратичною поправкою в величині відновлюючої сили на основі рівняння(8) можемо записати загальне рівняння руху нелінійної системи з квадратичною нелінійністю. Рівняння запишемо в безрозмірній формі, враховуючи, що в нелінійній системі є два масштаби зміщень — статичне і зміщення, при якому нелінійна складова відновлюючої сили дорівнює лінійній складовій. В багатьох практично важливих випадках статичне зміщення значно менше за величиною цієї другої величини. Після обезрозмірювання рівняння вимушених коливань системи набуває вигляду:
.
По суті тут представлено два рівняння, що відповідають випадкам жорсткої та м'якої нелінійності. Зв'язок з величинами в рівнянні (8) встановлюється співвідношеннями:
Наявність нелінійного елемента в рівнянні (11) виключає можливість існування одночастотного коливання в системі. Виходячи з фізично обґрунтованого припущення про те, що вимушені коливання мають бути періодичними із періодом дії зовнішньої сили шукану функцію {\displaystyle \xi (\tau )} розшукують в вигляді ряду

Таке припущення дає можливість побудувати алгоритм знаходження величин невідомих коефіцієнтів {\displaystyle \xi _{n}} і провести аналіз коливального процесу з урахуванням декількох перших коефіцієнтів. Цей аналіз досить громіздкий і його деталі представлені в. Для ілюстрації особливостей поведінки нелінійних систем на рис. приведемо дані про характер залежності амплітуди першої гармоніки {\displaystyle \xi _{1}} від частоти зовнішньої сили. Результати представлені в нормованих координатах {\displaystyle \Delta =(\gamma ^{2}-1)Q} та {\displaystyle y={\frac {3}{4}}\epsilon Q\xi _{1}^{2}}. Дані цього рисунку ілюструють принципово важливу особливість нелінійних коливальних систем — чутливість до величини амплітуди зовнішньої сили. Видно, що для відносно невеликих амплітуд зовнішньої сили залежність між частотою зовнішньої сили та амплітудою відгуку є однозначною функцією (криві 1, 2, 3). 

Рис. 7. Хаотичні коливання подвійного фізичного маятника при великих початкових відхиленнях від положення рівноваги.

 Крива 3 є граничною кривою, для якої ще діє такий тип руху. Подальше зростання амплітуди (криві 4, 5) зовнішньої сили призводить до того, що вказана залежність стає неоднозначною функцією. З цією чисто геометричною відмінністю пов'язана принципова різниця в фізичній поведінці системи. Система стає чутливою до малих змін в початкових умовах. Детальний аналіз властивостей системи представлено в статті Резонанс. Для ілюстрації на рис7. показано вільні коливання подвійного фізичного маятника при великих початкових відхиленнях від положення рівноваги. Поведінка такого типу коливальних систем з двома ступенями вільності досліджувалася в багатьох публікаціях. Використовуючи результати моделювання подвійного математичного маятника читач може в інтерактивному режимі змінювати початкові умови, розподіл мас та довжин математичних маятників і спостерігати за їх поведінкою

## Параметричні коливання

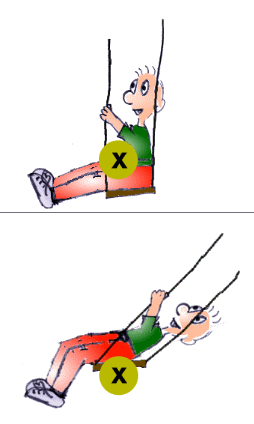
Рис.8.Розгойдування гойдалки шляхом підйому та опускання центру ваги

До цього розглядалися випадки коливань в системах з фіксованими значеннями фізичних та геометричних параметрів систем. Виявляється, що на характер коливань системи можна суттєво вплинути не лише за рахунок силових та кінематичних зовнішніх впливів. Цікаві і практично важливі ті випадки, коли коливання супроводжуються зміною фізичних параметрів системи. Такі випадки визначаються як параметричні коливання. Найпопулярнішим прикладом впливу змін фізичного параметра на характер коливань є коливання гойдалки. В цьому випадку додаткова енергія в коливальну систему надходить за рахунок синхронізованої х коливаннями зміни положення центру ваги (в цьому випадку дитини) як це показано на рис. 8.
Положення центру ваги відмічено хрестиками. З допомогою цього пристрою легко встановити важливу особливість параметричних коливань Для реалізації параметричних коливань, як і для випадку вимушених коливань необхідно зовнішнє джерело енергії. Але, на відміну від вимушених коливань, параметричні коливання не можуть виникнути без наявності початкового відхилення від положення рівноваги.
Одним із яскравих прикладів коливальних систем, в яких періодична зміна параметрів системи зумовлює їх незвичну поведінку є, так званий, маятник Капіци На рис.6 приведено зображення однієї із можливих конкретних конструкцій маятника Капіци. Це зображення показує, що в такій коливальній системі реалізуються коливання математичного (фізичного) маятника, у якого точка підвісу здійснює коливання по вертикалі. Захоплива розповідь про демонстрацію свого маятника П. Л. Капіцею та про важливі висновки про наукову та практичну значущість ефекту, що спостерігається належить відомому математику В. І. Арнольду.
Важливою особливістю поведінки маятника з підвісом, що здійснює періодичні вертикальні коливання, полягає в можливості досягнення стабілізації (стійкості) його коливань в околі статично не стійкого положення. Важливо, що і тут проявляється важлива особливість коливань нелінійних систем — реалізація ефекту досягається лише при умові перевищення амплітудою і частотою коливань точки підвісу певних критичних величин. П. Л. Капіца не лише розкрив сутність фізичного феномену, а також приділив велику увагу експериментальним його дослідженням. Він вважав таку конкретну ілюстрацію феномену важливою для формування змістовних наукових уявлень про особливості поведінки динамічних систем. В цитованій статті в «Успехах физических наук» він відмітив: «Демонстрація явища коливань перевернутого маятника вельми ефектна, швидкі невеликі переміщення, викликані вібраціями, не помітні на око, тому поведінка маятника в перевернутому положенні справляє на глядача несподіване враження… . Після знайомства на досліді з динамічною стійкістю маятника в перевернутому положенні, важко не прийти до висновку, що вона так само повчальна, як і динамічна стійкість дзиґи, і їй також слід зайняти почесне місце в лекціях на демонстраціях з механіки.»

Рис.9. Модель коливальної системи, відомої як маятник Капіци

Оглядова стаття, присвячена шістдесятиріччю з дня публікації статті П. Л. Капіци, дає досить широку картину тих розділів сучасної теорії динамічних систем, стрімкий розвиток якої і зумовлює, власне, такий інтерес до феномену стійкості перевернутого маятника. В цій оглядовій статті приведено також ті критичні значення параметрів вібрації точки підвісу, при яких коливання маятника стають стійкими. Висновок відносно можливості стабілізації коливань перевернутого маятника стосуються як математичного, так і фізичного маятника. Для математичного маятника умова стабілізації коливань визначається нерівністю
Тут {\displaystyle a} — амплітуда коливань точки підвісу, як показано на рис.9, {\displaystyle l} — довжина математичного маятника, {\displaystyle \omega } — частота коливань точки підвісу, {\displaystyle \omega _{0}} — частота малих власних коливань маятника навколо положення стійкої рівноваги. Це співвідношення справедливе і для фізичного маятника, якщо величину {\displaystyle l} вважати його приведеною довжиною.

## Автоколивання
В техніці і в природі існує велика кількість дисипативних коливальних систем, в яких реалізуються специфічний механізм взаємодії з джерелом енергії, за рахунок якого підтримуються незгасаючі періодичні коливання. Такі системи в теорії коливань виділяються в особливу групу — автоколивальні системи. Особливості таких систем можна зрозуміти розглядаючи принципову схему електродзвоника, показану на рис.6.

Рис. 10 Ілюстрація принципу роботи електродзвоника

Перш за все констатуємо, що коливальна система є дисипативною. Втрати енергії відбуваються при перемагнічуванні електромагніту та в підшипнику елемента {\displaystyle A} в системі Джерелом енергії є електрична батарея переривчастий струм в системі забезпечується нелінійним елементом {\displaystyle F}, що періодично розриває електричне коло. Струм в колі відсутній практично весь час поки відхилений стрижень {\displaystyle A} падає під дією сили ваги до початкового горизонтального положення. Це вказує на те, що частота коливань в такій автоколивальній системі визначається внутрішніми властивостями системи, а не властивостями зовнішнього джерела енергії, що спостерігається при вимушених коливаннях. На основі узагальнення результатів аналізу чисельних конкретних прикладів автоколивальних систем в запропоновано таке визначення автоколивальної системи: «Автоколивальною системою називають пристрій, здатний створювати незгасаючі коливання, що характеризується наявністю джерела енергії, клапану, який регулює надходження енергії до коливальної системи, та зворотного зв'язку від коливальної системи до клапана.» Всі названі елементи легко ідентифікуються на рис.3. Для розуміння особливостей руху автоколивальних систем слід також узяти до уваги важливе твердження стосовно сили, що забезпечує рух в системі і її відмінність від сил, що викликають звичайні вимушені коливання: «В автоколиваннях змінна в часі сила, що підтримує рух системи, створюється і керується самим рухом системи і при зупинці руху змінна сила зникає»
Як в приведеному прикладі електричного дзвоника, так і в багатьох інших випадках практичного використання ефекту автоколивань (як то парова машина, пружинний чи гирьовий годинник та ін.) сама конструкція автоколивальної системи передбачає наявність пристрою, що дозволяє дозовано відбирати енергію від зовнішнього джерела. Система споживає рівно стільки енергії, скільки потрібно для компенсації втрат на подолання сил опору. Саме цьому в системі реалізується усталений процес коливань з фіксованою амплітудою. Однак, виникнення автоколивань можливо і в таких системах, де регулятор обмеження споживання енергії відсутній і, в результаті, виникають умови для постійного зростання амплітуди коливань, що може привести до руйнування елементів коливальної системи. Прикладом виникнення таких автоколивань є явища флаттеру та шимі.

## Біологічна дія коливань
При аналізі впливу коливань на людський організм розрізняють вимушені коливання тіла в цілому і вимушені коливання окремих частин тіла або окремих органів. Що стосується дії вібрації на окремі частини тіла особливу увагу викликають наслідки дії вібрації на руки оскільки використання вібруючих механізмів є поширеним в повсякденній практиці. При аналізі конкретних випадків, перш за все, виявляються загальні закономірності стосовно вібраційних впливів — це накопичувальний ефект і велика різниця в індивідуальній реакції на вібрації.
Вібрації всього тіла можуть спричиняти втому, проблеми зі шлунком, головний біль і втрату рівноваги. Після кілька річної праці в умовах дії вібрації всього організму можуть виникати специфічні професійні хвороби. Дослідження водіїв автобусів і вантажівок показали, що тривала дія вібрації може спричиняти порушення кровообігу, проблеми з кишкою, ускладнене дихання, та проблеми зі спиною.
Навіть після нетривалої дії вібрацій всього організму більшість людей страждають на морську хворобу, прояви якої часто визначають як захитування. Симптоми цієї хвороби проявляються не лише під час морських подорожей, а і у пасажирів автомобілів, потягів та літаків. Характерною для цієї хвороби є велика різниця в проявах симптомів у різних людей. Людей, що не реагують на дію відносно низькочастотної вібрації в загальній масі всього декілька відсотків.